# جيفري إسحاق
جيفري إسحاق (بالإنجليزية: Jeffrey Isaac)‏ هو رسام أمريكي، ولد في 1956 في نيويورك في الولايات المتحدة.